# Olimpiai érmesek listája tollaslabdában
Ez a lap az olimpiai érmesek listája tollaslabdában 1992-től 2012-ig.

## Összesített éremtáblázat
(A táblázatokban Magyarország és a rendező nemzet sportolói eltérő háttérszínnel, az egyes számoszlopok legmagasabb értéke vagy értékei vastagítással kiemelve.)
| A nyári olimpiai játékok összesített éremtáblázata tollaslabdában | A nyári olimpiai játékok összesített éremtáblázata tollaslabdában | A nyári olimpiai játékok összesített éremtáblázata tollaslabdában | A nyári olimpiai játékok összesített éremtáblázata tollaslabdában | A nyári olimpiai játékok összesített éremtáblázata tollaslabdában | Olimpia  |
| ----------------------------------------------------------------- | ----------------------------------------------------------------- | ----------------------------------------------------------------- | ----------------------------------------------------------------- | ----------------------------------------------------------------- | -------- |
|                                                                   | Ország                                                            | Arany                                                             | Ezüst                                                             | Bronz                                                             | Összesen |
| 1.                                                                | Kína (CHN)                                                        | 16                                                                | 7                                                                 | 14                                                                | 37       |
| 2.                                                                | Dél-Korea (KOR)                                                   | 6                                                                 | 7                                                                 | 5                                                                 | 18       |
| 3.                                                                | Indonézia (INA)                                                   | 6                                                                 | 6                                                                 | 6                                                                 | 18       |
| 4.                                                                | Dánia (DEN)                                                       | 1                                                                 | 2                                                                 | 3                                                                 | 6        |
|                                                                   |                                                                   |                                                                   |                                                                   |                                                                   |          |
| 5.                                                                | Malajzia (MAS)                                                    | 0                                                                 | 3                                                                 | 2                                                                 | 5        |
| 6.                                                                | Nagy-Britannia (GBR)                                              | 0                                                                 | 1                                                                 | 1                                                                 | 2        |
| 7.                                                                | Hollandia (NED)                                                   | 0                                                                 | 1                                                                 | 0                                                                 | 1        |
| 7.                                                                | Japán (JPN)                                                       | 0                                                                 | 1                                                                 | 0                                                                 | 1        |
| 9.                                                                | India (IND)                                                       | 0                                                                 | 0                                                                 | 1                                                                 | 1        |
| 9.                                                                | Dél-Korea (KOR)                                                   | 0                                                                 | 0                                                                 | 1                                                                 | 1        |
| 9.                                                                | Oroszország (RUS)                                                 | 0                                                                 | 0                                                                 | 1                                                                 | 1        |
|                                                                   |                                                                   |                                                                   |                                                                   |                                                                   |          |
| Összesen                                                          | Összesen                                                          | 29                                                                | 29                                                                | 33                                                                | 91       |

## Férfiak

### Egyéni
| Olimpia         | Arany                                    | Ezüst                                         | Bronz                                     |
| 1992, Barcelona | Alan Budikusuma · Indonézia (INA)        | Ardy Wiranata · Indonézia (INA)               | Hermawan Susanto · Indonézia (INA)        |
| 1992, Barcelona | Alan Budikusuma · Indonézia (INA)        | Ardy Wiranata · Indonézia (INA)               | Thomas Stuer-Lauridsen · Dánia (DEN)      |
| 1996, Atlanta   | Poul-Erik Høyer Larsen · Dánia (DEN)     | Tung Csiung (Dong Jiong) · Kína (CHN)         | Rashid Sidek Mohamed · Malajzia (MAS)     |
| 2000, Sydney    | Csi Hszin-peng (Ji Xinpeng) · Kína (CHN) | Hendrawan · Indonézia (INA)                   | Hszia Hszüan-cö (Xia Xuanze) · Kína (CHN) |
| 2004, Athén     | Taufik Hidayat · Indonézia (INA)         | Szon Szungmo (Son Seung-Mo) · Dél-Korea (KOR) | Sony Dwi Kuncoro · Indonézia (INA)        |
| 2008, Peking    | Lin Tan (Lin Dan) · Kína (CHN)           | Lee Chong Wei · Malajzia (MAS)                | Csen Csin (Chen Jin) · Kína (CHN)         |
| 2012, London    | Lin Tan (Lin Dan) · Kína (CHN)           | Lee Chong Wei · Malajzia (MAS)                | Csen Lung (Chen Long) · Kína (CHN)        |

### Páros
| Olimpia         | Arany                                                                   | Ezüst                                                                    | Bronz                                                                         |
| 1992, Barcelona | Dél-Korea (KOR) · Kim Munszu (Kim Mun-su) · Pak Csubong (Park Ju-bong)  | Indonézia (INA) · Eddy Hartono · Rudy Gunawan                            | Malajzia (MAS) · Razif Sidek Mohamed · Jalani Sidek Mohamed                   |
| 1992, Barcelona | Dél-Korea (KOR) · Kim Munszu (Kim Mun-su) · Pak Csubong (Park Ju-bong)  | Indonézia (INA) · Eddy Hartono · Rudy Gunawan                            | Kína (CHN) · Li Jung-po (Li Yongbo) · Tien Ping-ji (Tian Bingyi)              |
| 1996, Atlanta   | Indonézia (INA) · Rexy Mainaky · Ricky Subagja                          | Malajzia (MAS) · Cheah Soon Kit · Yap Kim Hock                           | Indonézia (INA) · Budi Ariantho Antonius · Denny Kantono                      |
| 2000, Sydney    | Indonézia (INA) · Tony Gunawan · Candra Wijaya                          | Dél-Korea (KOR) · I Dongszu (Lee Dong-Su) · Ju Jongszong (Yu Yong-Seong) | Dél-Korea (KOR) · Ha Thegvon (Ha Tae-Gwon) · Kim Dongmun (Kim Dong-mun)       |
| 2004, Athén     | Dél-Korea (KOR) · Ha Thegvon (Ha Tae-Gwon) · Kim Dongmun (Kim Dong-mun) | Dél-Korea (KOR) · I Dongszu (Lee Dong-Su) · Ju Jongszong (Yu Yong-Seong) | Indonézia (INA) · Hian Eng · Flandy Limpele                                   |
| 2008, Peking    | Indonézia (INA) · Markis Kido · Hendra Setiawan                         | Kína (CHN) · Caj Jün (Cai Yun) · Fu Haj-feng (Fu Haifeng)                | Dél-Korea (KOR) · I Dzsedzsin (Lee Jae-jin) · Hvang Dzsiman (Hwang Ji-Man)    |
| 2012, London    | Kína (CHN) · Caj Jün (Cai Yun) · Fu Haj-feng (Fu Haifeng)               | Dánia (DEN) · Mathias Boe · Carsten Mogensen                             | Dél-Korea (KOR) · Csong Dzseszong (Jeong Jae-Seong) · I Jongde (Lee Yong-dae) |

### Férfi éremtáblázat
| A nyári olimpiai játékok éremtáblázata férfi tollaslabdában | A nyári olimpiai játékok éremtáblázata férfi tollaslabdában | A nyári olimpiai játékok éremtáblázata férfi tollaslabdában | A nyári olimpiai játékok éremtáblázata férfi tollaslabdában | A nyári olimpiai játékok éremtáblázata férfi tollaslabdában | Olimpia  |
| ----------------------------------------------------------- | ----------------------------------------------------------- | ----------------------------------------------------------- | ----------------------------------------------------------- | ----------------------------------------------------------- | -------- |
|                                                             | Ország                                                      | Arany                                                       | Ezüst                                                       | Bronz                                                       | Összesen |
| 1.                                                          | Indonézia (INA)                                             | 5                                                           | 3                                                           | 4                                                           | 12       |
| 2.                                                          | Kína (CHN)                                                  | 4                                                           | 2                                                           | 4                                                           | 10       |
| 3.                                                          | Dél-Korea (KOR)                                             | 2                                                           | 3                                                           | 3                                                           | 8        |
| 4.                                                          | Dánia (DEN)                                                 | 1                                                           | 1                                                           | 1                                                           | 3        |
|                                                             |                                                             |                                                             |                                                             |                                                             |          |
| 5.                                                          | Malajzia (MAS)                                              | 0                                                           | 3                                                           | 2                                                           | 5        |
|                                                             |                                                             |                                                             |                                                             |                                                             |          |
| Összesen                                                    | Összesen                                                    | 12                                                          | 12                                                          | 14                                                          | 38       |

## Nők

### Egyéni
| Olimpia         | Arany                                          | Ezüst                                          | Bronz                                      |
| 1992, Barcelona | Susi Susanti · Indonézia (INA)                 | Pang Szuhjon (Bang Su-hyeon) · Dél-Korea (KOR) | Huang Hua · Kína (CHN)                     |
| 1992, Barcelona | Susi Susanti · Indonézia (INA)                 | Pang Szuhjon (Bang Su-hyeon) · Dél-Korea (KOR) | Tang Csiu-hung (Tang Jiuhong) · Kína (CHN) |
| 1996, Atlanta   | Pang Szuhjon (Bang Su-hyeon) · Dél-Korea (KOR) | Mia Audina · Indonézia (INA)                   | Susi Susanti · Indonézia (INA)             |
| 2000, Sydney    | Kung Cse-csao (Gong Zhichao) · Kína (CHN)      | Camilla Martin · Dánia (DEN)                   | Je Csao-jing (Ye Zhaoying) · Kína (CHN)    |
| 2004, Athén     | Csang Ning (Zhang Ning) · Kína (CHN)           | Mia Audina · Hollandia (NED)                   | Csou Mi (Zhou Mi) · Kína (CHN)             |
| 2008, Peking    | Csang Ning (Zhang Ning) · Kína (CHN)           | Hszie Hszing-fang (Xie Xingfang) · Kína (CHN)  | Maria Yulianti · Indonézia (INA)           |
| 2012, London    | Li Hsüe-zsuj (Li Xuerui) · Kína (CHN)          | Vang Ji-han (Wang Yihan) · Kína (CHN)          | Sájna Nehavál · India (IND)                |

### Páros
| Olimpia         | Arany                                                                               | Ezüst                                                                       | Bronz                                                                       |
| 1992, Barcelona | Dél-Korea (KOR) · Hvang Hjejong (Hwang Hye-yeong) · Csong Szojong (Jeong Seo-yeong) | Kína (CHN) · Kuan Vej-csen (Guan Weizhen) · Nung Csün-hua (Nong Qunhua)     | Dél-Korea (KOR) · Kil Jonga (Gir Yeong-A) · Sim Undzsong (Shim Eun-jeong)   |
| 1992, Barcelona | Dél-Korea (KOR) · Hvang Hjejong (Hwang Hye-yeong) · Csong Szojong (Jeong Seo-yeong) | Kína (CHN) · Kuan Vej-csen (Guan Weizhen) · Nung Csün-hua (Nong Qunhua)     | Kína (CHN) · Lin Jen-fen (Lin Yan-fen) · Jao Fen (Yao Fen)                  |
| 1996, Atlanta   | Kína (CHN) · Ko Fej (Ge Fei) · Ku Csün (Gu Jun)                                     | Dél-Korea (KOR) · Kil Jonga (Gir Yeong-A) · Csang Hjeok (Jang Hye-Ok)       | Kína (CHN) · Csin Ji-jüan (Qin Yiyuan) · Tang Jung-su (Tang Yongshu)        |
| 2000, Sydney    | Kína (CHN) · Ko Fej (Ge Fei) · Ku Csün (Gu Jun)                                     | Kína (CHN) · Huang Nan-jen (Huang Nanyan) · Jang Vej (Yang Wei)             | Kína (CHN) · Kao Ling (Gao Ling) · Qi Yiyuan                                |
| 2004, Athén     | Kína (CHN) · Csang Csie-ven (Zhang Jiewen) · Jang Vej (Yang Wei)                    | Kína (CHN) · Huang Szuj (Huang Sui) · Kao Ling (Gao Ling)                   | Dél-Korea (KOR) · Na Gjongmin (Na Gyeong-min) · I Gjongvon (Lee Gyeong-Won) |
| 2008, Peking    | Kína (CHN) · Tu Csing (Du Jing) · Jü Jang (Yu Yang)                                 | Dél-Korea (KOR) · I Hjodzsong (Lee Hyo-Jeong) · I Gjongvon (Lee Gyeong-Won) | Kína (CHN) · Vej Ji-li (Wei Yili) · Csang Ja-ven (Zhang Yawen)              |
| 2012, London    | Kína (CHN) · Tien Csing (Tian Qing) · Csao Jün-lej (Zhao Yunlei)                    | Japán (JPN) · Fudzsii Mizuki · Kakiiva Reika                                | Oroszország (RUS) · Valerija Szorokina · Nyina Viszlova                     |

### Női éremtáblázat
| A nyári olimpiai játékok éremtáblázata női tollaslabdában | A nyári olimpiai játékok éremtáblázata női tollaslabdában | A nyári olimpiai játékok éremtáblázata női tollaslabdában | A nyári olimpiai játékok éremtáblázata női tollaslabdában | A nyári olimpiai játékok éremtáblázata női tollaslabdában | Olimpia  |
| --------------------------------------------------------- | --------------------------------------------------------- | --------------------------------------------------------- | --------------------------------------------------------- | --------------------------------------------------------- | -------- |
|                                                           | Ország                                                    | Arany                                                     | Ezüst                                                     | Bronz                                                     | Összesen |
| 1.                                                        | Kína (CHN)                                                | 9                                                         | 5                                                         | 8                                                         | 22       |
| 2.                                                        | Dél-Korea (KOR)                                           | 2                                                         | 3                                                         | 2                                                         | 7        |
| 3.                                                        | Indonézia (INA)                                           | 1                                                         | 1                                                         | 2                                                         | 4        |
|                                                           |                                                           |                                                           |                                                           |                                                           |          |
| 4.                                                        | Dánia (DEN)                                               | 0                                                         | 1                                                         | 0                                                         | 1        |
| 4.                                                        | Japán (JPN)                                               | 0                                                         | 1                                                         | 0                                                         | 1        |
| 4.                                                        | Hollandia (NED)                                           | 0                                                         | 1                                                         | 0                                                         | 1        |
| 7.                                                        | India (IND)                                               | 0                                                         | 0                                                         | 1                                                         | 1        |
| 7.                                                        | Oroszország (RUS)                                         | 0                                                         | 0                                                         | 1                                                         | 1        |
|                                                           |                                                           |                                                           |                                                           |                                                           |          |
| Összesen                                                  | Összesen                                                  | 12                                                        | 12                                                        | 14                                                        | 38       |

## Vegyes páros
| Olimpia       | Arany                                                                    | Ezüst                                                                      | Bronz                                                          |
| 1996, Atlanta | Dél-Korea (KOR) · Kil Jonga (Gir Yeong-A) · Kim Dongmun (Kim Dong-Mun)   | Dél-Korea (KOR) · Pak Csubong (Park Ju-bong) · Na Gjongmin (Na Gyeong-Min) | Kína (CHN) · Liu Csien-csün (Liu Jianjun) · Szun Man (Sun Man) |
| 2000, Sydney  | Kína (CHN) · Csang Csün (Zhang Jun) · Kao Ling (Gao Ling)                | Indonézia (INA) · Tri Kushharyanto · Minarti Timur                         | Nagy-Britannia (GBR) · Simon Archer · Joanne Wright-Goode      |
| 2004, Athén   | Kína (CHN) · Csang Csün (Zhang Jun) · Kao Ling (Gao Ling)                | Nagy-Britannia (GBR) · Nathan Robertson · Gail Emms                        | Dánia (DEN) · Jens Eriksen · Mette Schjoldager                 |
| 2008, Peking  | Dél-Korea (KOR) · I Jongde (Lee Yeong-dae) · I Hjodzsong (Lee Hyo-Jeong) | Indonézia (INA) · Nova Widianto · Lilyana Natsir                           | Kína (CHN) · Ho Han-pin (He Hanbin) · Jü Jang (Yu Yang)        |
| 2012, London  | Kína (CHN) · Csang Nan (Zhang Nan) · Csao Jün-lej (Zhao Yun-lei)         | Kína (CHN) · Hszü Csen (Xu Chen) · Ma Csin (Ma Jin)                        | Dánia (DEN) · Joachim Fischer Nielsen · Christinna Pedersen    |